# Imeusimos
Imeusimos (altgriechisch Ἰμεύσιμος Imeúsimos) ist eine Person der griechischen Mythologie.
Imeusimos ist in der Bibliotheke des Apollodor ein Sohn des Ikarios und der Periboia, der Bruder der Penelope sowie des Thoas, Aletes, Damasippos und des Perilaos.
Da sich in einem Scholion zu Homers Odyssee der Name Amasichos für einen der Brüder der Penelope findet, wurde vermutet, dass es sich bei den Namensformen Imeusimos und Amasichos um Verschreibungen des Namens Amasiklos handelt, der an anderer Stelle des Scholions zu finden ist.